# 纤细通泉草
纤细通泉草（学名：[Mazus gracilis] 错误：{{Lang}}：文本有斜体标记（帮助））为玄参科通泉草属下的一个种。
其种加词来源于拉丁文“gracilis”，意为“纤细的”。